# Phraortes miyakoensis
Phraortes miyakoensis är en insektsart som beskrevs av Tokuichi Shiraki 1935. Phraortes miyakoensis ingår i släktet Phraortes och familjen Phasmatidae. Inga underarter finns listade i Catalogue of Life.